# Syllepte microstictalis
Syllepte microstictalis là một loài bướm đêm trong họ Crambidae.